# White Knuckle Ride
«White Knuckle Ride» es el primer sencillo promocional del álbum de estudio Rock Dust Light Star, el séptimo de la banda británica de funk y acid jazz Jamiroquai. El sencillo fue lanzado a través de descarga digital el 31 de octubre de 2010, con un vinilo de edición limitada que se publicó el 1 de enero de 2011. La canción fue escrita por el líder de la banda Jay Kay y Matt Johnson. Es el primer tema de la banda lanzada bajo el sello de Mercury Records. Inicialmente en el sitio web oficial de la banda se había anunciado que el sencillo sería lanzado el 11 de octubre de 2010.
La banda describe "White Knuckle Ride" como una retrospectiva de las experiencias en la carrera de Jay - aplicable también a la vida de muchas personas en estos tiempos de presión. En este nuevo sencillo el tipo de letra utilizado para el logo Jamiroquai se ha estirado verticalmente por primera vez desde se creó por primera vez. El video del sencillo fue puesto a disposición en la cuenta del grupo en YouTube el 25 de septiembre.

## Listado de versiones
Descarga digital y Sencillo físico (CD)
1. "White Knuckle Ride" - 3:35

Sencillo promocional CD#1
1. "White Knuckle Ride" (Radio Edit) - 3:26
2. "White Knuckle Ride" (Seamus Haji Radio Edit) - 3:00
3. "White Knuckle Ride" (Seamus Haji Remix) - 6:39
4. "White Knuckle Ride" (Seamus Haji Instrumental) - 6:39
5. "White Knuckle Ride" (Monarchy Remix) - 7:00
6. "White Knuckle Ride" (Monarchy Dub) - 6:45
7. "White Knuckle Ride" (Penguin Prison Remix) - 5:36
8. "White Knuckle Ride" (Penguin Prison Instrumental) - 5:28

Sencillo promocional CD#2 y Edición limitada en vinilo para Reino Unido
1. "White Knuckle Ride" (Alan Braxe Remix) - 6:16
2. "White Knuckle Ride" (Monarchy Remix) - 7:00
3. "White Knuckle Ride" (Monarchy Dub) - 6:45
4. "White Knuckle Ride" (Penguin Prison Remix) - 5:36
5. "White Knuckle Ride" (Penguin Prison Instrumental) - 5:28

## Video musical
El vídeo musical fue dirigido por Howard Greenhalgh y en él muestra a Jay Kay a bordo de un helicóptero persiguiendo a un Porsche 911 Carrera RS 2.7 a lo largo de un sinuoso camino en el desierto desde un helicóptero. Después de varios intentos fallidos de dejar atrás su perseguidor, el conductor del Porsche se detiene bajo un viaducto y se escapa a pie. Kay llega a encontrar el auto abandonado sin ninguna señal del conductor, cuyo rostro nunca se muestra. El helicóptero es un 2 Robinson R44 Raven propiedad de Jay Kay, que es un piloto calificado helicóptero privado, sin embargo, un piloto de acrobacias fue utilizado para algunas escenas. El video fue filmado en el desierto de Tabernas, en Almería, España.

## Presentaciones en vivo
- X Factor UK - 31 de octubre de 2010: tercera semana de resultados (junto a Rihanna y Bon Jovi)
- X Factor Australia - 13 de diciembre de 2010: Final

## Listado de posiciones

### Posición más alta por países
| País           | Lista (2010-12)                  | Posición |
| -------------- | -------------------------------- | -------- |
| Alemania       | German Downloads Chart           | 31       |
| Alemania       | Media Control AG                 | 49       |
| Austria        | Austrian Singles Chart           | 37       |
| Bélgica        | Belgian Singles Chart (Flanders) | 41       |
| Bélgica        | Belgian Singles Chart (Wallonia) | 34       |
| Estados Unidos | Billboard Hot Dance Club Songs   | 7        |
| Europa         | European Hot 100 Singles         | 49       |
| Finlandia      | Finnish Singles Chart            | 16       |
| Francia        | France (SNEP) Download Chart     | 24       |
| Italia         | Italian Singles Chart            | 1        |
| Países Bajos   | Dutch Top 40                     | 25       |
| Japón          | Japan Hot 100                    | 11       |
| Reino Unido    | UK Singles Chart                 | 39       |
| Suiza          | Swiss Singles Chart              | 20       |

### Listas anuales
| Chart (2010)          | Posición |
| --------------------- | -------- |
| Italian Singles Chart | 65       |
| Japanese Top 100      | 76       |

### Certificaciones
- Oro en Italia por 15 000 copias vendidas[20]

### Sucesión en listas
| Anterior: «Love the Way You Lie» de Eminem con Rihanna | Italian Singles Chart — Sencillo Nro 1 13 de septiembre de 2010 — 19 de septiembre de 2010 | Siguiente: «Love the Way You Lie» de Eminem con Rihanna |